# Camptoptera longifuniculata
Camptoptera longifuniculata är en stekelart som beskrevs av Gennaro Viggiani 1978. Camptoptera longifuniculata ingår i släktet Camptoptera och familjen dvärgsteklar. Inga underarter finns listade.